# 累県
絫県（るい-けん）は中華人民共和国河北省にかつて存在した県。現在の秦皇島市昌黎県南東部に相当する。
前漢により設置され、後漢により廃止された。